# Heart of a Killer
Heart of a Killer – debiutancka płyta studyjna amerykańskiego zespołu Winter’s Bane. Muzyka zaprezentowana na niej to heavy/power metal zawierający wpływy zarówno europejskiego (Judas Priest), jak i amerykańskiego (Queensryche, Iced Earth) metalu. Album został wydany w 1993 roku, a jego koncept opiera się na historii mordercy wykorzystanego przez sędziego.

## Lista utworów
1. „Wages Of Sin” – 6:28
2. „Blink Of An Eye” – 3:59
3. „Heart Of A Killer” – 4:24
4. „Horror Glances” – 5:01
5. „The Silhouette” – 3:34
6. „Reflections Within” – 5:41
7. „Haunted House” – 3:49
8. „Night Shade” – 5:17
9. „Winters Bane” – 4:33
10. „Cleansing Mother” – 5:28

### Reedycja
W 2000 roku Century Media wydało wznowienie albumu zawierające bonusowe CD z bootlegiem płyty:
1. „Wages Of Sin”
2. „Blink Of An Eye”
3. „Heart Of A Killer”
4. „Horror Glances”
5. „The Silhouette”
6. „Reflections Within”
7. „Haunted House”
8. „Night Shade”
9. „Cleansing Mother”

oraz trzema utworami demo:
1. „My Dagger`s Revenge”
2. „Eyes Of The Deceiver”
3. „Seven Nations”

## Twórcy
- Tim Owens – śpiew
- Lou St. Paul – gitara rytmiczna, gitara prowadząca i gitara akustyczna
- Dennis Hayes – gitara basowa
- Terry Salem – instrumenty perkusyjne
- Gerhard Magin – instrumenty klawiszowe (gościnnie)